# El Porvenir (Cartagena)
El Porvenir fue un periódico español editado en Cartagena entre 1901 y 1933.

## Historia
El diario, fundado en 1901, llegó a gozar de un gran prestigio social. A lo largo de su historia fue una publicación de línea editorial independiente, si bien en algunos momentos llegó a mostrarse cercana al Partido Liberal. En sus últimos tiempos se posicionaría próximo a las derechas. Dejó de publicarse en 1933 por dificultades económicas.
En 1987, la colección de veitisiete ejemplares del diario conservada entre los fondos de la Región de Murcia fue catalogada como Bien de Interés Cultural de carácter mueble, en la categoría de patrimonio bibliográfico.